# Rātana
Rātana, auch unter dem Namen Rātana Pā bekannt, ist ein kleines Dorf im Rangitikei District der Region Manawatū-Whanganui auf der Nordinsel von Neuseeland.

## Namensherkunft
Das Dorf wurde nach dem Gründer Tahupōtiki Wiremu Rātana (1873–1939) benannt.

## Geographie
Rātana befindet sich rund 15 km südöstlich von Whanganui und rund 5 km nordöstlich der Küste zur Tasmansee. Marton als der nächstgrößere Ort im Ostsüdosten liegt rund 17 km entfernt. Zu erreichen ist das kleine Dort über die Rātana Road, die das Dorf mit dem rund 1,7 km nordnordöstlich vorbeiführenden New Zealand State Highway 3 verbindet.

## Geschichte
Tahupōtiki Wiremu Rātana besaß eine Farm auf den heutigen Grund des Dorfes Rātana. Als sein Sohn Ōmeka ernsthaft erkrankte, begann Tahupōtiki Wiremu Rātana zu fasten und für seinen Sohn zu beten. Am 8. November 1918 soll er seiner Aussage nach eine  göttliche Heimsuchung erhalten haben. In dieser soll er die Aufforderung erhalten haben, Māori unter „Ihoa o ngā Mano“ (Jehova der Tausende) zu vereinen, das Volk zu heilen und von ihren Göttern zu befreien.
Nach und nach sprach der von Tahupōtiki Wiremu Rātana vermittelte Glaube mehr und mehr Māori an. In Folge entstand dadurch in den 1920er Jahren auf seiner Farm eine Barackensiedlung, die später Rātana Pā genannt wurde. Die Siedlung zog seinerzeit die größte stammesübergreifende Versammlung der Māori seit vielen Jahrzehnten an. Aus der religiösen Bewegung entstand auch eine politische Bewegung, die als Rātana Movement bezeichnet wurde.
Offiziell wird das Dort allerdings nicht Rātana Pā genannt, sondern erhielt lediglich die Bezeichnung Rātana.